# 大陸ヨーロッパ

大陸ヨーロッパの位置

大陸ヨーロッパ（たいりくヨーロッパ、英: Continental Europe）とは、ヨーロッパのうち、アイスランド・アイルランド・イギリスなど島国を除く諸国であるヨーロッパ大陸諸国を指す。欧州本土/本土欧州 (Mainland Europe) や単に大陸 (英: the Continent) とも称する。
このような分類が生まれる背景としては、例えばイギリスはその政治、経済、社会がいずれも大陸ヨーロッパ諸国とは乖離しており、イギリスと似通った性質を持つのは、アメリカ合衆国やカナダ、オーストラリア、ニュージーランドなど、多くはイギリス（主にイングランド。スコットランドはフランスと同盟国だった歴史があり、フランスに似た法制度が残る。）の植民地であった国または地域である。このため国際比較には、まとめてアングロ・サクソン諸国として、大陸ヨーロッパとは別物として扱われる傾向がある。

## 特徴
大陸欧州の特徴は、政治的には保守主義政党と社会民主主義政党が交互に政権に就くことが多い。また二大政党制ではなく、急進派、穏健派を含めた左右両派と中道の多くの政党が支持を分け合う穏健な多党制または分極的多党制であることが多い。この結果連立政権となることも多い。経済的には、上記のような政治傾向から混合経済の傾向が強い。
さらに政治学や公共政策学などの分野では、イギリスと同時に北欧諸国（特に、親英米主義的な伝統が強く、欧州連合非加盟国でもあるノルウェーとアイスランド）を除外することもある。
地政学でいう大陸国家とは別の考え方に基づくが、大部分が重なっていることも確かである。